# Saint-Mars-du-Désert, Loire-Atlantique
Saint-Mars-du-Désert là một xã thuộc tỉnh Loire-Atlantique, trong vùng Pays de la Loire ở phía tây nước Pháp. Xã này nằm ở khu vực có độ cao trung bình 67 mét trên mực nước biển. Theo điều tra dân số năm 1999 của INSEE, xã có dân số 3405 người.